# Torre della Gabbia, Mantua

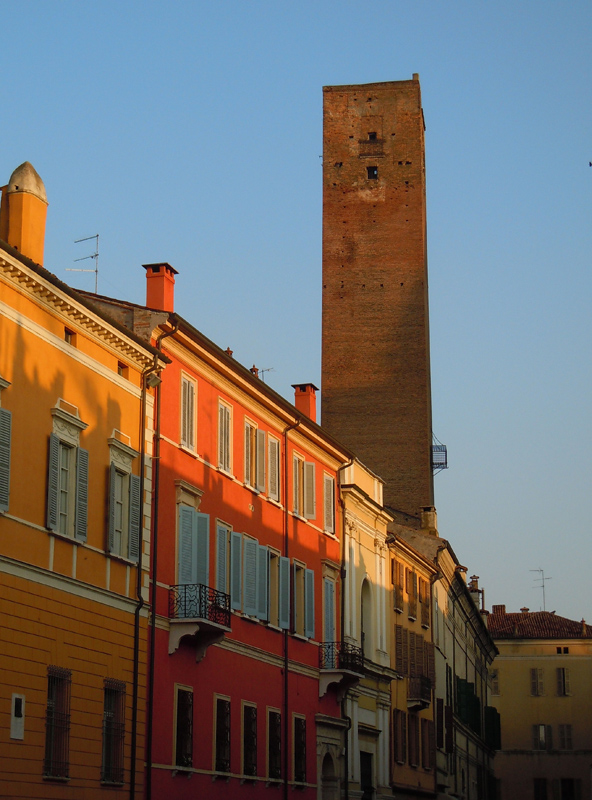
Torre della Gabbia com gaiola de ferro a meia altura

A Torre della Gabbia (Torre da Gaiola em italiano) é uma torre medieval localizada na Via Cavour 102 em Mântua , região da Lombardia, Itália.

## História
A torre foi construída em 1281 pela família Acerbi, no entanto, a torre leva seu nome atual de uma gaiola de metal retangular, erguida em 1576 sob o duque Guglielmo Gonzaga.  A gaiola media dois metros de comprimento, um metro de largura e altura. A gaiola foi usada para expor criminosos publicamente. Alguns documentos indicam que foi usado para executar alguns prisioneiros, inclusive em 1500, um frade dominicano preso em uma casa de má reputação, depois de dar missa apesar de ser analfabeto, bem como outros crimes incluindo assassinato.  Em 1798, o dono foi instruído a destruir a gaiola como um símbolo da tirania, mas ela foi mantida, aparentemente como uma curiosidade.  Algumas fontes dizem que a torre foi construída em 1302 pelo arquiteto Botticella Bonacolsi.